# U 122 (U-Boot, 1940)
U 122 war ein U-Boot vom Typ IX B, das im Zweiten Weltkrieg von der deutschen Kriegsmarine eingesetzt wurde.

## Geschichte
Der Auftrag für das Boot wurde am 15. Dezember 1937 an die Deschimag/AG Weser, Bremen vergeben. Die Kiellegung erfolgte am 5. März 1939, der Stapellauf am 20. Dezember 1939, die Indienststellung unter Korvettenkapitän Hans-Günther Looff fand schließlich am 30. März 1940 statt.
Das Boot gehörte von der Indienststellung am 30. März 1940 bis zum 31. Mai 1940 als Ausbildungsboot zur 2. U-Flottille in Wilhelmshaven. Nach der Ausbildung gehörte U 122 vom 1. Juni 1940 bis zum 22. Juni 1940 als Frontboot zur 2. U-Flottille in Wilhelmshaven.
U 122 lief während seiner Dienstzeit zu zwei Unternehmungen aus, auf denen ein Schiff mit 5.911 BRT versenkt wurde.

## Einsatzstatistik

### Transportfahrt
Das Boot lief am 16. Mai 1940 von Kiel aus und am 19. Mai 1940 um 13:40 Uhr in Trondheim ein, um dort Treibstoff für die deutsche Luftwaffe abzuliefern. Es lief am 21. Mai 1940 um 15:00 Uhr wieder dort aus und am 25. Mai 1940 in Kiel ein. Auf dieser zehn Tage dauernden Transportunternehmung nach Trondheim wurden keine Schiffe versenkt oder beschädigt.

### Zweite Unternehmung
Das Boot lief am 13. Juni 1940 von Kiel aus, es ist seit dem 22. Juni 1940 verschollen. Auf dieser zehn Tage dauernden Unternehmung in den Nordatlantik zwischen Nordkanal und Kap Finisterre wurde ein Schiff mit 5.911 BRT versenkt.
- 20. Juni 1940: Versenkung des britischen Motorschiffes Empire Conveyor (Lage) mit 5.911 BRT. Das Schiff wurde durch einen Torpedo versenkt. Es hatte 7.966 t Weizen geladen und befand sich auf dem Weg von Montreal nach Manchester. Es gab drei Tote und 38 Überlebende.

## Verbleib
Das Boot gilt seit dem 22. Juni 1940 als zwischen der Nordsee und der Biscaya verschollen. Die letzte Funkmeldung sendete das Boot am 21. Juni 1940. U 122 sollte einen Konvoi angreifen. Ein Dampfer des Konvois, San Felipe, meldete eine Kollision mit einem unbekannten Objekt auf der Position 50° 47′ N, 8° 48′ W (Marine-Planquadrat BF 1238). Da kein anderes U-Boot in der Nähe war, wird angenommen, dass U 122 von dem Dampfer gerammt worden war. Diese Verlustursache kann jedoch bis heute nicht mit letzter Sicherheit bestätigt werden. Es war ein Totalverlust mit 49 Toten.